# Cornell Glen
Cornell Glen (ur. 21 października 1980 w Port-of-Spain) – piłkarz podchodzący z Trynidadu i Tobago, grający na pozycji napastnika.
Glen zaczynał piłkarską karierę w małym klubie z Trynidadu o nazwie Futgof. Po 2 latach, czyli w roku 2000 Glen wyjechał do Portugalii do klubu z niższej ligi, mało znanego Adsanjonense. Po sezonie wrócił do ojczyzny do jednego z większych klubów na wyspie – San Juan Jabloteh. Był wtedy jednym z najlepszych graczy ligi – w barwach tego klubu zdobył 2 tytuły mistrza kraju – w 2002 i 2003 roku strzelając odpowiednio 11 i 26 goli w lidze.
Kiedy 17 marca 2004 roku po tym jak Glen ustrzelił hat-tricka przeciwko Chicago Fire w meczu Pucharze Mistrzów CONCACAF, zainteresowały się nim kluby Major League Soccer. Glen ostatecznie trafił do New York MetroStars. Cornell dobrze wprowadził się do zespołu zdobywając 6 goli i zaliczając 2 asysty w sezonie. Po sezonie Glen trafił do FC Dallas, jednak od razu dowiedział się, że nie będzie dla niego miejsca w pierwszym składzie. Jeszcze na początku sezonu 2005 trafił do Columbus Crew. Po sezonie w Columbus ponownie zmienił klub, tym razem na Colorado Rapids. Jednakże tam zagrał tylko w jednym meczu i jeszcze w sezonie 2006 trafił do Los Angeles Galaxy. Następnie występował w takich klubach jak: San Juan Jabloteh, Ma Pau SC, ponownie San Juan Jabloteh, San Jose Earthquakes, Caledonia AIA, Sông Lam Nghệ An i North East Stars, a w 2013 przeszedł do Shillong Lajong.
W reprezentacji Trynidadu i Tobago Glen debiutował 15 listopada 2002 roku w wygranym 2:0 meczu z reprezentacją Saint Kitts i Nevis. Selekcjoner Leo Beenhakker powołał Glena do kadry na Mistrzostwa Świata w Niemczech. W pierwszym meczu z reprezentacją Szwecji Trynidad i Tobago zagrał od 53 minuty w tym historycznym meczu zremisowanym 0:0. W kolejnym przeciwko reprezentacją Anglii przegranym 0:2 Glen zagrał także jako rezerwowy wchodząc na boisko w 70 minucie. Jednak po porażce w trzecim meczu z Paragwajem (0:2) reprezentacja Trynidadu i Tobago wróciła do domu po fazie grupowej.